# Villalbilla (Madrid)
Villalbilla ist eine zentralspanische Gemeinde (municipio) mit 18.000 Einwohnern (Stand: 2024) im Osten der Autonomen Gemeinschaft Madrid. 

## Lage
Villalbilla liegt östlich von Madrid und grenzt an die Gemeinden Alcalá de Henares, Anchuelo, Corpa, Torres de la Alameda und Valverde de Alcalá.

## Demografie
| 1900 | 1920 | 1930 | 1940 | 1950 | 1960 | 1970 | 1981 | 1986  | 1991  | 2000  | 2005  | 2007  | 2011   | 2013   | 2016   | 2019   |
| ---- | ---- | ---- | ---- | ---- | ---- | ---- | ---- | ----- | ----- | ----- | ----- | ----- | ------ | ------ | ------ | ------ |
| 554  | 595  | 669  | 608  | 681  | 703  | 869  | 994  | 1 445 | 1 860 | 4 156 | 7 546 | 8 109 | 10 465 | 11 643 | 12 719 | 13 878 |

## Geschichte
Obwohl das Gebiet schon zur Römerzeit besiedelt gewesen sein muss, ist es sehr wahrscheinlich, dass die erste Siedlung, aus der die heutige Stadt hervorging, aus dem zwölften Jahrhundert stammt, dem Jahrhundert, in dem Alcalá das alte Stadtrecht verliehen wurde. In den letzten Jahren des 20. Jahrhunderts wurden mehrere neue Siedlungen gebaut, in denen heute der Großteil der Bevölkerung lebt.